# 西新宿駅
西新宿駅（にししんじゅくえき）は、東京都新宿区西新宿六丁目にある、東京地下鉄（東京メトロ）丸ノ内線の駅である。駅番号はM 07。副駅名は東京医大病院前。

## 歴史
西新宿地区の再開発に伴い新設された駅であるが、路線の建設当時から駅間距離が2キロメートルとやや長い新宿 - 中野坂上間に駅の設置要望があったため、将来の新駅設置を考慮した構造としていた。着工時の仮称駅名は「営団西新宿」であった（「西新宿」は都営12号線都庁前駅の仮称として使用されていた）。

### 年表
- 1992年（平成4年）5月：着工[4]。
- 1995年（平成7年）11月9日：駅名を「西新宿駅」に決定する[6]。
- 1996年（平成8年）5月28日：開業[2][3]。総工費64億3000万円[4]。丸ノ内線の新駅としては東高円寺駅以来、31年8か月ぶり。
- 2004年（平成16年）4月1日：帝都高速度交通営団（営団地下鉄）民営化に伴い、当駅は東京地下鉄（東京メトロ）に継承される[7]。
- 2007年（平成19年）3月18日：ICカード「PASMO」の利用が可能となる[8]。

## 駅構造
相対式ホーム2面2線を有する地下駅。青梅街道沿い西新宿八丁目・六丁目に出入り口がある。両ホームの上部にまたがる形で改札フロアが広がっているため、どちらの出入り口からもそのまま両方のホームへ降りることができる。

### のりば
| 番線 | 路線     | 行先             |
| ---- | -------- | ---------------- |
| 1    | 丸ノ内線 | 荻窪・方南町方面 |
| 2    | 丸ノ内線 | 池袋方面         |

（出典：東京メトロ:構内図）

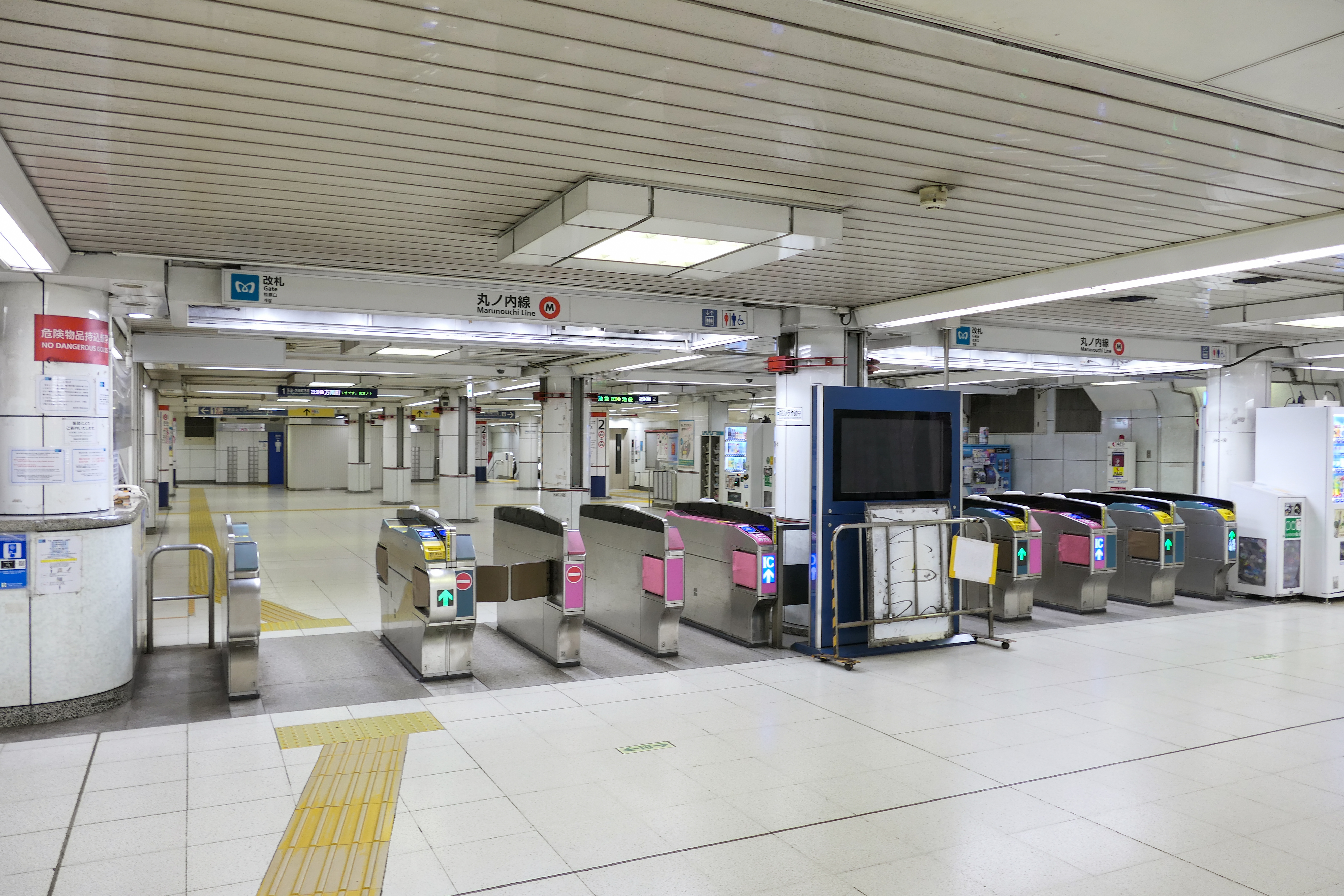
改札（2023年8月6日撮影）
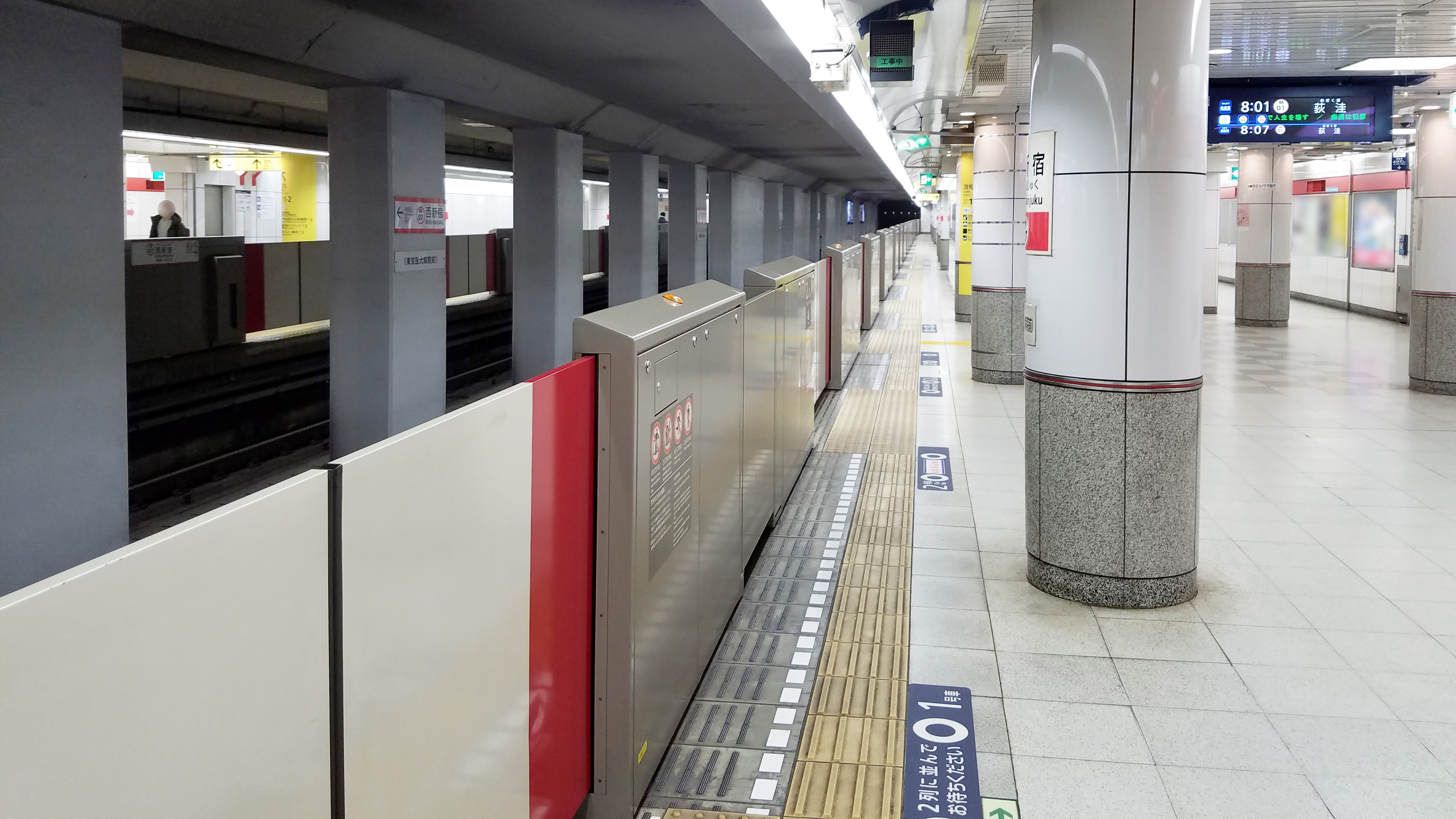
ホーム（2019年3月17日撮影）

### 発車メロディ
ワンマン運転開始に伴い、スイッチ制作の発車メロディ（発車サイン音）が導入されている。
曲は1番線が「ラッキーカード」（塩塚博作曲）、2番線が「ピアノマン」（松澤健作曲）である。

### 構内店舗
- HOKUO
- H&B station
- METRO'S

## 利用状況
2024年度の1日平均乗降人員は85,481人であり、東京メトロ全130駅中45位。丸ノ内線の単独駅では最も多い。
開業後の1日平均乗降・乗車人員推移は下表の通りである。
| 年度               | 1日平均 乗降人員 | 1日平均 乗車人員 | 出典     |
| ------------------ | ---------------- | ---------------- | -------- |
| 1996年（平成08年） |                  | 10,536           | [ * 1 ]  |
| 1997年（平成09年） |                  | 13,348           | [ * 2 ]  |
| 1998年（平成10年） |                  | 14,732           | [ * 3 ]  |
| 1999年（平成11年） |                  | 16,669           | [ * 4 ]  |
| 2000年（平成12年） | 36,383           | 17,153           | [ * 5 ]  |
| 2001年（平成13年） | 36,541           | 16,759           | [ * 6 ]  |
| 2002年（平成14年） | 36,691           | 16,660           | [ * 7 ]  |
| 2003年（平成15年） | 38,810           | 17,694           | [ * 8 ]  |
| 2004年（平成16年） | 40,824           | 19,562           | [ * 9 ]  |
| 2005年（平成17年） | 42,276           | 20,419           | [ * 10 ] |
| 2006年（平成18年） | 43,618           | 21,112           | [ * 11 ] |
| 2007年（平成19年） | 44,449           | 21,402           | [ * 12 ] |
| 2008年（平成20年） | 45,670           | 21,992           | [ * 13 ] |
| 2009年（平成21年） | 46,139           | 22,225           | [ * 14 ] |
| 2010年（平成22年） | 46,892           | 22,595           | [ * 15 ] |
| 2011年（平成23年） | 50,558           | 24,413           | [ * 16 ] |
| 2012年（平成24年） | 62,707           | 30,381           | [ * 17 ] |
| 2013年（平成25年） | 71,727           | 34,889           | [ * 18 ] |
| 2014年（平成26年） | 77,390           | 37,729           | [ * 19 ] |
| 2015年（平成27年） | 82,698           | 40,303           | [ * 20 ] |
| 2016年（平成28年） | 85,428           | 41,685           | [ * 21 ] |
| 2017年（平成29年） | 86,795           | 42,433           | [ * 22 ] |
| 2018年（平成30年） | 89,547           | 43,789           | [ * 23 ] |
| 2019年（令和元年） | 91,457           | 44,773           | [ * 24 ] |
| 2020年（令和02年） | 61,921           |                  |          |
| 2021年（令和03年） | 61,742           |                  |          |
| 2022年（令和04年） | 69,891           |                  |          |
| 2023年（令和05年） | 77,992           |                  |          |
| 2024年（令和06年） | 85,481           |                  |          |

備考
1. ↑  1996年5月28日開業。開業日から翌年3月31日までの計308日間を集計したデータ。

## 駅周辺
- 新宿警察署
- 新宿税務署
- 新宿区立西新宿中学校
- 東京医科大学病院
- 成子天神社
- 西新宿八郵便局
- 北陸銀行新宿支店

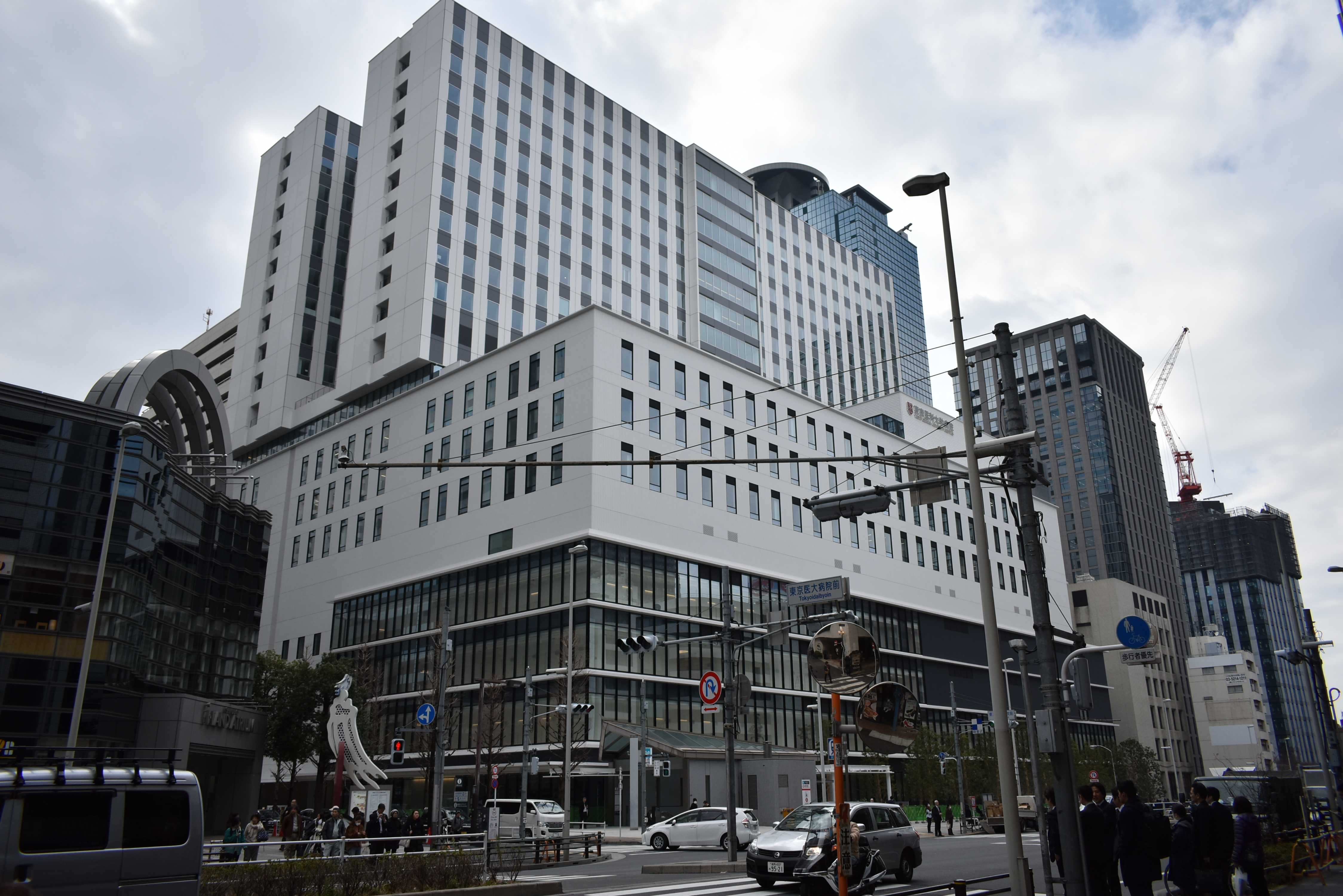
東京医大病院

- きらやか銀行東京支店・神田支店（ブランチインブランチ）
- 東京厚生信用組合本店
- 新宿アイランドタワー（新宿アイランド）
  - 新宿調理師専門学校
  - 新宿アイランド郵便局
- 新宿オークシティ
  - 住友不動産新宿オークタワー
  - 日土地西新宿ビル
  - 新宿区立産業会館
- 住友不動産新宿グランドタワー・<ラ・トゥール新宿グランド>
  - ベルサール新宿グランド イベントホール
- 新宿フロントタワー
  - もとまちユニオン 新宿店
- 西新宿三井ビルディング
- 新宿国際ビルディング
  - ヒルトン東京
- 新宿アイタウン
  - 新宿アイタウン郵便局
- ホテルローズガーデン新宿
- 西鉄イン新宿
- 西新宿ナルゲキ（関交協ハーモニックホール）
- 都営地下鉄大江戸線都庁前駅 - 地下連絡通路経由で南に約300m
- 青梅街道（東京都道4号東京所沢線・東京都道5号新宿青梅線）

### バス路線
最寄り停留所は「東京医大病院前」となる。
東京医大病院前
- 都営バス
  - 王78系統：王子駅前行 / 新宿駅西口行
  - 宿91系統：新代田駅前行・堀ノ内行・杉並車庫前行 / 新宿駅西口行
- 西武バス
  - 宿20系統：西武百貨店前（池袋駅東口）行 / 新宿駅西口行
  - 宿20-2系統：新宿駅西口行

## 隣の駅
東京地下鉄（東京メトロ）
 丸ノ内線
中野坂上駅 (M 06) - 西新宿駅 (M 07) - 新宿駅 (M 08)